# Dewey Medal
[[Bestand:|thumb|Achterzijde van de Dewey Medal]]
De Dewey Medal was een militaire onderscheiding van de Amerikaanse Marine, die werd ingesteld door het Congres van de Verenigde Staten, op 3 juni 1898.
De medaille wilde de erkentelijkheid tot uitdrukking brengen voor het leiderschap van Admiraal George Dewey tijdens de Spaans-Amerikaanse Oorlog en de Matrozen en de Mariniers onder zijn bevel.
De Dewey Medal werd gecreëerd uit erkentelijkheid voor de strijdkrachten van de U.S. Navy en het United States Marine Corps, die deelnamen aan de Slag in de Baai van Manilla. Om in aanmerking te komen voor toekenning van de Dewey Medal, een dienstherinnering, moest men op 1 mei 1898 gediend hebben op een van de volgende marineschepen:
- USS Baltimore (C-3)
- USS Boston (1884)
- USS Concord (PG-3)
- USS Olympia (C-6)
- USRC McCulloch
- USS Nanshan (AG-3)
- USS Petrel (PG-2)
- USS Raleigh (C-8)
- USS Zafiro (1898)

De Dewey Medal was een eenmalige decoratie en er waren geen deviezen of campagnesterren aan verbonden. 
De medaille bestaat uit een cirkelvormig medaillon met daarop een afbeelding van Admiraal George Dewey. Hij werd gedragen aan een blauw en geel lint. Admiraal Dewey zelf werd met de medaille geëerd, ofschoon hij altijd, waar hij kwam op officiële gelegenheden, de medaille met de rugzijde naar voren droeg, waarop een beeltenis van een kanonbemanning van de Marine te zien was. Dit deed hij als erkentelijkheid voor zijn manschappen.
De medaille werd verleend voor actieve militaire diensten; hoewel hij een erkenning was voor een enkele slag in een enkele militaire campagne, werd hij slechts beschouwd als een herinneringsmedaille. Wanneer hij op een militair uniform werd gedragen, werd hij echter wel beschouwd  als gelijkwaardig aan de Spanish Campaign Medal en hoger aangeslagen dan de Sampson Medal.